# 60 (szám)
A 60 (hatvan) az 59 és 61 között található természetes szám.

## A szám a matematikában

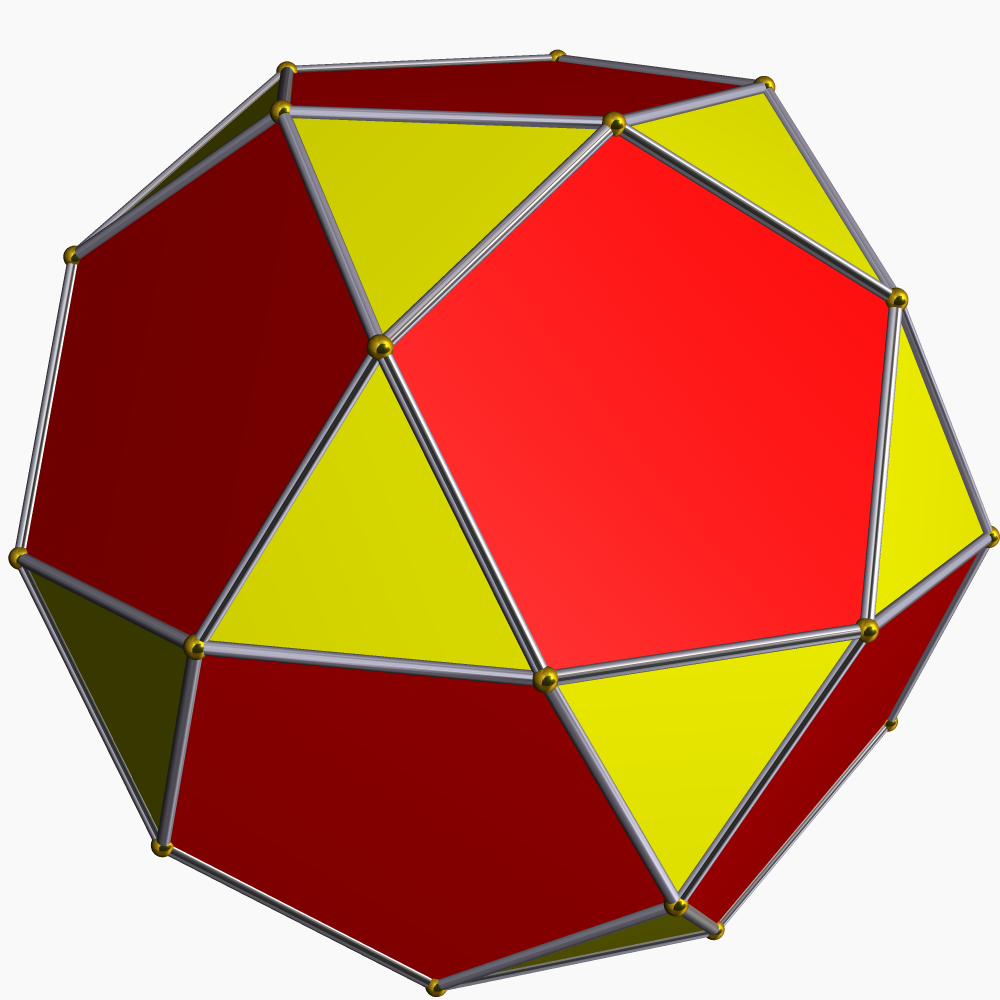
Az ikozaédernek 60 éle van.

A tízes számrendszerbeli 60-as a kettes számrendszerben 111100, a nyolcas számrendszerben 74, a tizenhatos számrendszerben 3C alakban írható fel.
A 60 páros szám, összetett szám, kanonikus alakja 22 · 3 · 5, normálalakban a 6 · 101 szorzattal írható fel. Tizenkét osztója van a természetes számok halmazán, ezek növekvő sorrendben: 1, 2, 3, 4, 5, 6, 10, 12, 15, 20, 30 és 60.
A legkisebb szám, amely osztható 1-5-ig minden számmal. A legkisebb szám, amely osztható 1-6-ig minden számmal. Az első olyan szám, amelynek pontosan 12 osztója van.
Erősen összetett szám: több osztója van, mint bármely nála kisebb számnak. Szuperbővelkedő szám. Kiváló erősen összetett szám, egyben kolosszálisan bővelkedő szám. Féltökéletes szám, egy tökéletes szám többszöröse.
Ritkán tóciens szám.
Két ikerprím (29 + 31) összege, négy egymást követő prím (11 + 13 + 17 + 19) összege. A legkisebb szám, ami 6 módon írható fel két páratlan prímszám összegeként.
Huszonegyszögszám. Hétszögalapú piramisszám.
A legkisebb nem feloldható csoport (A5) rendje 60.
A 60 egyetlen szám valódiosztóösszeg-függvényeként áll elő, ez az 59²=3481.

## A mindennapokban
A Babilóniában alkalmazott hatvanas számrendszer alapszámaként használták. Ezért hatvan perc az óra és hatvan másodperc a perc hossza.

## A tudományban
- A periódusos rendszer 60. eleme a neodímium.